# Heterlimnius corpulentus
Heterlimnius corpulentus är en skalbaggsart. Heterlimnius corpulentus ingår i släktet Heterlimnius och familjen bäckbaggar. Inga underarter finns listade i Catalogue of Life.